# Хорпаз (Јаши)
Хорпаз (рум. Horpaz) насеље је у Румунији у округу Јаши у општини Мирослава. Oпштина се налази на надморској висини од 81 m.

## Становништво
Према подацима из 2002. године у насељу је живело 890 становника, од којих су сви румунске националности.